# Браставецу (комуна)
Браставецу (рум. Brastavățu) — комуна у повіті Олт в Румунії. До складу комуни входять такі села (дані про населення за 2002 рік):
- Браставецу (3923 особи)
- Крушову (1350 осіб)

Комуна розташована на відстані 147 км на південний захід від Бухареста, 58 км на південь від Слатіни, 66 км на південний схід від Крайови.

## Населення
За даними перепису населення 2002 року у комуні проживали 5273 особи. Усі жителі комуни рідною мовою назвали румунську.
Національний склад населення комуни:
| Національність | Кількість осіб | Відсоток |
| -------------- | -------------- | -------- |
| румуни         | 5207           | 98,7%    |
| цигани         | 66             | 1,3%     |

Склад населення комуни за віросповіданням:
| Релігія        | Кількість осіб | Відсоток |
| -------------- | -------------- | -------- |
| православні    | 5223           | 99,1%    |
| адвентисти     | 36             | 0,7%     |
| п'ятдесятники  | 11             | 0,2%     |
| римо-католики  | 1              | < 0,1%   |
| греко-католики | 1              | < 0,1%   |
| унітарії       | 1              | < 0,1%   |